# 何繼高 (萬曆進士)
何繼高（1549年—？），字汝登，號泰寧，浙江紹興府山陰縣人，明朝政治人物。

## 生平
嘉靖四十三年（1564年）甲子科順天鄉試第五十一名舉人，萬曆十一年（1583年）癸未科二甲第十九名進士。禮部觀政，授南京刑部廣東司主事，十五年（1587年）升陝西司郎中，十七年（1589年）出為衛輝府知府，調臨江府知府，二十年（1592年）調福州府知府。时倭寇蹂躏潮、赣，闽海震动，何继高练兵、措饷、筑城、侦谍，规画井然。二十二年（1594年）夏，米价骤湧，市民乘机聚掠，何继高急发卫卒守军器局，分兵屯诸巷口，挺身抚谕，乱乃定。仍设策转粟潮、赣间，连岁饥而不害。治理福州三年，以奉公守法不为权贵所喜，迁长芦盐运使，赴任日，军民遮留。三十年（1602年）升江西布政使司右參政兼按察司僉事、分巡湖西兼理袁州兵備。

## 家族
曾祖何詔，南京工部尚書；祖父何鎬，官生；父何景昂，前軍都督府都事。母沈氏。永感下。子何光道。孫何弘仁，崇禎十年進士。